# 高雄市岡山運動中心
高雄市岡山運動中心（Kaohsiung Gangshan Sports Center），是高雄市第九座國民運動中心，運動中心位於高雄市岡山區，委外由舞動陽光股份有限公司營運，於2025年5月25日試營運，2025年6月21日正式營運。

## 設施介紹
- 室內游泳池、健身房、綜合球場、舞蹈瑜珈教室、有氧舞蹈教室、多功能教室

## 週邊設施
- 高雄市岡山文化中心
- 高雄市立圖書館岡山文化中心分館
- 高雄市皮影戲館
- 臺灣橋頭地方法院岡山簡易庭
- UNIQLO 高雄岡山店
- 樂購廣場
- 捷運岡山高醫站
- 高雄市公共自行車租賃系統：
  - 岡山文化中心(後門)：岡山文化中心後門(中山南路側)
  - 岡山文化中心停車場：岡山南路/介壽東路口(東南側人行道)

## 外部連結
- 高雄市岡山運動中心的Facebook專頁